# Strömtorp
Strömtorp är numera en del av den nordvästra delen av tätorten Degerfors som tidigare var en egen tätort längs Värmlandsbanans sträckning mot Kristinehamn. Här, vid Strömtorps station, ansluter järnvägen till Karlskoga-Bofors. Tidigare fanns det även en järnvägslinje till Otterbäcken.
Gården Stora Strömtorp är registrerad i något slags förteckning före 1580, medan gården Lilla Strömtorp togs upp någon gång mellan 1580 och 1600.
Strömtorps idrottsplats är hemmaplan för fotbollslaget Strömtorps IK som bildades 1932.
| Befolkningsutvecklingen i Strömtorp 1965–1965 | Befolkningsutvecklingen i Strömtorp 1965–1965 | Befolkningsutvecklingen i Strömtorp 1965–1965 | Befolkningsutvecklingen i Strömtorp 1965–1965 | Befolkningsutvecklingen i Strömtorp 1965–1965 |
| --------------------------------------------- | --------------------------------------------- | --------------------------------------------- | --------------------------------------------- | --------------------------------------------- |
|                                               |                                               |                                               |                                               |                                               |
| År                                            |                                               |                                               | Folkmängd                                     |                                               |
| 1965                                          | 1965                                          |                                               | 700                                           |                                               |
|                                               |                                               |                                               |                                               |                                               |